# Tržič (gmina Dobrepolje)
Tržič – wieś w Słowenii, w gminie Dobrepolje. W 2018 roku liczyła 26 mieszkańców.